# Єлисаветградське Євангеліє
Єлисаветградське Євангеліє — слов'янське рукописне ілюміноване Євангеліє-тетр (Чотириєвангеліє), написане наприкінці XVI — початку XVII століття у майстерні молдавського митрополита Анастасія (Кримки), у Драгомирні, на Південній Буковині. Зберігається у Російській державній бібліотеці.
Рукопис було виявлено наприкінці XIX століття в одновірному Покровському монастирі міста Єлисаветграда (сучасний Кропивницький, Україна), від якого й отримав свою назву. У 1880-их роках Євангеліє було вивчено істориком мистецтва Миколою Покровським, який склав перший ретельний опис рукопису. Після цього рукопис було повернуто до Єлисаветграда. В місті він перебував як мінімум до 1914 року, а у 20–30-их роках його доля невідома. 1963 року Єлисаветградське Євангеліє було виявлено в Державній бібліотеці ім. В. І. Леніна із зазначенням, що до зібрання воно надійшло 1940 року від приватної особи.У 1960-их роках з рукописом працювала славіст і палеограф Державного історичного музею Марфа Щепкіна, яка доповнила працю Покровського в частині часу створення та історії Єлисаветградського Євангелія.
Рукопис написано на пергаменті напівуставом. Єлисаветградське Євангеліє копіює Євангеліє болгарського царя Івана Александра, написане 1356 року, та прикрашене скопійованими з нього мініатюрами у неовізантійському стилі. Збережено мініатюру з ктиторським портретом царя Івана Александра, розміщену перед Євангелієм від Матвія.
2009 року доброчинний фонд «Товариство любителів стародавньої письменності», який очолював Герман Стерлігов, випустив факсимільне видання Єлисаветградського Євангелія накладом у 10 000 примірників. Проект отримав назву «Стародавні рукописи — дітям Росії», видання було безкоштовно поширено серед усіх бажаючих за наявності у них дітей у до 12-річного віку, хоча первинно планувалось платне поширення книги.